# Trachyoribates aegypticus
Trachyoribates aegypticus är en kvalsterart som först beskrevs av Yousef och Abdul Halim Nasr 1976.  Trachyoribates aegypticus ingår i släktet Trachyoribates och familjen Haplozetidae. Inga underarter finns listade i Catalogue of Life.